# Saison 2015-2016 des Spurs de San Antonio
La saison 2015-2016 des Spurs de San Antonio est la 49e saison de la franchise et la 40e en NBA. C'est la 43e saison dans la région de San Antonio au Texas. Les Spurs ont été éliminés au premier tour des Playoffs la saison précédente par les Clippers de Los Angeles (4 à 3).

## Draft
| Tour | Choix | Joueur           | Poste | Nationalité | Provenance           |
| ---- | ----- | ---------------- | ----- | ----------- | -------------------- |
| 1    | 26    | Nikola Milutinov | C     | Serbie      | KK Partizan Belgrade |
| 2    | 55    | Cady Lalanne     | PF    | États-Unis  | Minutemen d'UMass    |

## Pré-saison
| Pré-saison Total : 1-3 (Domicile : 1-0 ; Extérieur : 0-3) |

| Match | Date match | Équipe       | Score    | Meilleur marqueur      | Meilleur rebondeur    | Meilleur passeur       | Lieux Spectateurs              | Série |
| ----- | ---------- | ------------ | -------- | ---------------------- | --------------------- | ---------------------- | ------------------------------ | ----- |
| 1     | 8 octobre  | @ Sacramento | D 92-95  | Kawhi Leonard (16)     | 3 joueurs (5)         | Patrick Mills (5)      | Sleep Train Arena 14 083       | 0 - 1 |
| 2     | 12 octobre | @ Miami      | D 94-97  | LaMarcus Aldridge (17) | LaMarcus Aldridge (8) | Tony Parker (5)        | American Airlines Arena 19 600 | 0 - 2 |
| 3     | 14 octobre | @ Atlanta    | D 86-100 | Kawhi Leonard (20)     | Leonard, West (8)     | David West (3)         | Philips Arena 11 801           | 0 - 3 |
| 4     | 18 octobre | Détroit      | V 96-92  | Kawhi Leonard (21)     | Tim Duncan (10)       | Anderson, Ginóbili (5) | AT&T Center 17 396             | 1 - 3 |
| 5     | 20 octobre | Phoenix      |          |                        |                       |                        | AT&T Center                    | -     |
| 6     | 23 octobre | Houston      |          |                        |                       |                        | AT&T Center                    | -     |

- Le 2 mars 2016, ils se qualifient après une victoire à domicile contre les Pistons de Détroit

## Saison régulière
| Saison régulière Total : 67-15 (Domicile : 40-1 ; Extérieur : 27-14) |

| Match | Date match | Équipe          | Score     | Meilleur marqueur  | Meilleur rebondeur     | Meilleur passeur  | Lieux Spectateurs              | Série |
| ----- | ---------- | --------------- | --------- | ------------------ | ---------------------- | ----------------- | ------------------------------ | ----- |
| 1     | 28 octobre | @ Oklahoma City | D 106-112 | Kawhi Leonard (32) | Green, Leonard (8)     | Manu Ginóbili (7) | Chesapeake Energy Arena 18 203 | 0 - 1 |
| 2     | 30 octobre | Brooklyn        | V 102-75  | Kawhi Leonard (16) | LaMarcus Aldridge (10) | 3 joueurs (4)     | AT&T Center 18 418             | 1 - 1 |

| Match | Date match  | Équipe        | Score     | Meilleur marqueur      | Meilleur rebondeur     | Meilleur passeur     | Lieux Spectateurs            | Série  |
| ----- | ----------- | ------------- | --------- | ---------------------- | ---------------------- | -------------------- | ---------------------------- | ------ |
| 3     | 1 novembre  | @ Boston      | V 95-87   | LaMarcus Aldridge (24) | LaMarcus Aldridge (14) | Aldridge, Duncan (5) | TD Garden 17 461             | 2 - 1  |
| 4     | 2 novembre  | @ New York    | V 94-84   | LaMarcus Aldridge (19) | Kawhi Leonard (14)     | Tim Duncan (6)       | Madison Square Garden 19 812 | 3 - 1  |
| 5     | 4 novembre  | @ Washington  | D 99-102  | Kawhi Leonard (23)     | LaMarcus Aldridge (14) | Tim Duncan (5)       | Verizon Center 17 721        | 3 - 2  |
| 6     | 7 novembre  | Charlotte     | V 114-94  | Kawhi Leonard (23)     | David West (9)         | Tony Parker (6)      | AT&T Center 18 418           | 4 - 2  |
| 7     | 9 novembre  | @ Sacramento  | V 106-88  | Kawhi Leonard (24)     | Tim Duncan (14)        | Patrick Mills (8)    | Sleep Train Arena 17 317     | 5 - 2  |
| 8     | 11 novembre | @ Portland    | V 113-101 | LaMarcus Aldridge (23) | Kawhi Leonard (7)      | Tony Parker (5)      | Moda Center 19 393           | 6 - 2  |
| 9     | 14 novembre | Philadelphie  | V 92-83   | LaMarcus Aldridge (17) | LaMarcus Aldridge (19) | David West (5)       | AT&T Center 18 717           | 7 - 2  |
| 10    | 16 novembre | Portland      | V 93-80   | Kawhi Leonard (19)     | Duncan, Leonard (9)    | Tony Parker (7)      | AT&T Center 18 418           | 8 - 2  |
| 11    | 18 novembre | Denver        | V 109-98  | Tony Parker (25)       | LaMarcus Aldridge (12) | Tony Parker (9)      | AT&T Center 18 418           | 9 - 2  |
| 12    | 20 novembre | @ New Orleans | D 90-104  | Kawhi Leonard (22)     | LaMarcus Aldridge (11) | Tony Parker (5)      | Smoothie King Center 16 698  | 9 - 3  |
| 13    | 21 novembre | Memphis       | V 92-82   | Kawhi Leonard (19)     | Tim Duncan (10)        | Tim Duncan (4)       | AT&T Center 18 418           | 10 - 3 |
| 14    | 23 novembre | Phoenix       | V 98-84   | Kawhi Leonard (24)     | Kawhi Leonard (13)     | Tony Parker (8)      | AT&T Center 18 418           | 11 - 3 |
| 15    | 25 novembre | Dallas        | V 88-83   | Kawhi Leonard (26)     | Tim Duncan (9)         | Tony Parker (8)      | AT&T Center 18 418           | 12 - 3 |
| 16    | 27 novembre | @ Denver      | V 91-80   | Kawhi Leonard (25)     | Kawhi Leonard (7)      | Kawhi Leonard (6)    | Pepsi Center 17 121          | 13 - 3 |
| 17    | 28 novembre | Atlanta       | V 108-88  | Kawhi Leonard (22)     | Tim Duncan (18)        | Tony Parker (6)      | AT&T Center 18 418           | 14 - 3 |
| 18    | 30 novembre | @ Chicago     | D 89-92   | Kawhi Leonard (25)     | Aldridge, Duncan (12)  | Tony Parker (9)      | United Center 21 909         | 14 - 4 |

| Match | Date match  | Équipe         | Score     | Meilleur marqueur        | Meilleur rebondeur        | Meilleur passeur      | Lieux Spectateurs         | Série  |
| ----- | ----------- | -------------- | --------- | ------------------------ | ------------------------- | --------------------- | ------------------------- | ------ |
| 19    | 2 décembre  | Milwaukee      | V 95-70   | Tim Duncan (16)          | Tim Duncan (10)           | Kawhi Leonard (4)     | AT&T Center 18 418        | 15 - 4 |
| 20    | 3 décembre  | @ Memphis      | V 103-83  | Kawhi Leonard (27)       | Tim Duncan (10)           | Duncan, Parker (5)    | FedExForum 17 013         | 16 - 4 |
| 21    | 5 décembre  | Boston         | V 108-105 | LaMarcus Aldridge (18)   | Aldridge, Leonard (8)     | Tony Parker (6)       | AT&T Center 18 418        | 17 - 4 |
| 22    | 7 décembre  | @ Philadelphie | V 119-68  | LaMarcus Aldridge (26)   | LaMarcus Aldridge (9)     | Tony Parker (6)       | Wells Fargo Center 14 449 | 18 - 4 |
| 23    | 9 décembre  | @ Toronto      | D 94-97   | Manu Ginobili (17)       | Aldridge, Leonard (7)     | Patrick Mills (6)     | Centre Air Canada 19 800  | 18 - 5 |
| 24    | 11 décembre | L.A. Lakers    | V 109-87  | LaMarcus Aldridge (24)   | Aldridge, Leonard (11)    | Ray McCallum, Jr. (5) | AT&T Center 18 418        | 19 - 5 |
| 25    | 12 décembre | @ Atlanta      | V 103-78  | Kawhi Leonard (22)       | Tim Duncan (12)           | Patrick Mills (5)     | Philips Arena 17 752      | 20 - 5 |
| 26    | 14 décembre | Utah           | V 118-81  | Kawhi Leonard (22)       | LaMarcus Aldridge (8)     | Green, Parker (5)     | AT&T Center 18 418        | 21 - 5 |
| 27    | 16 décembre | Washington     | V 114-95  | Kawhi Leonard (27)       | David West (10)           | Tony Parker (10)      | AT&T Center 18 418        | 22 - 5 |
| 28    | 18 décembre | L. A. Clippers | V 115-107 | LaMarcus Aldridge (26)   | LaMarcus Aldridge (13)    | Diaw, Ginobili (5)    | AT&T Center 18 418        | 23 - 5 |
| 29    | 21 décembre | Indiana        | V 106-92  | Kawhi Leonard (24)       | LaMarcus Aldridge (9)     | Kawhi Leonard (5)     | AT&T Center 18 418        | 24 - 5 |
| 30    | 23 décembre | @ Minnesota    | V 108-83  | Kawhi Leonard (19)       | LaMarcus Aldridge (8)     | Tony Parker (6)       | Target Center 16 788      | 25 - 5 |
| 31    | 25 décembre | @ Houston      | D 84-88   | Kawhi Leonard (20)       | Tim Duncan (11)           | Kawhi Leonard (4)     | Toyota Center 18 319      | 25 - 6 |
| 32    | 26 décembre | Denver         | V 101-86  | Kawhi Leonard (20)       | LaMarcus Aldridge (9)     | David West (6)        | AT&T Center 18 420        | 26 - 6 |
| 33    | 28 décembre | Minnesota      | V 101-95  | Marjanović, Leonard (17) | Kawhi Leonard (11)        | Tony Parker (7)       | AT&T Center 18 493        | 27 - 6 |
| 34    | 30 décembre | Phoenix        | V 112-79  | LaMarcus Aldridge (21)   | Aldridge, Marjanović (12) | Tony Parker (7)       | AT&T Center 18 418        | 28 - 6 |

| Match | Date match | Équipe         | Score     | Meilleur marqueur      | Meilleur rebondeur        | Meilleur passeur   | Lieux Spectateurs                 | Série  |
| ----- | ---------- | -------------- | --------- | ---------------------- | ------------------------- | ------------------ | --------------------------------- | ------ |
| 35    | 2 janvier  | Houston        | V 121-103 | LaMarcus Aldridge (24) | LaMarcus Aldridge (9)     | Tony Parker (10)   | AT&T Center 18 652                | 29 - 6 |
| 36    | 4 janvier  | @ Milwaukee    | V 123-98  | Kawhi Leonard (24)     | LaMarcus Aldridge (11)    | Manu Ginobili (7)  | BMO Harris Bradley Center 14 718  | 30 - 6 |
| 37    | 6 janvier  | Utah           | V 123-98  | Tim Duncan (18)        | LaMarcus Aldridge (13)    | Diaw, Duncan (6)   | AT&T Center 18 418                | 31 - 6 |
| 38    | 8 janvier  | New York       | V 100-99  | Kawhi Leonard (19)     | Kawhi Leonard (12)        | Tony Parker (8)    | AT&T Center 18 420                | 32 - 6 |
| 39    | 11 janvier | @ Brooklyn     | V 106-79  | LaMarcus Aldridge (25) | LaMarcus Aldridge (11)    | Manu Ginobili (5)  | Barclays Center 15 214            | 33 - 6 |
| 40    | 12 janvier | @ Détroit      | V 109-99  | Tony Parker (31)       | LaMarcus Aldridge (13)    | Danny Green (5)    | Palace of Auburn Hills 14 273     | 34 - 6 |
| 41    | 14 janvier | Cleveland      | V 99-95   | Tony Parker (24)       | Kawhi Leonard (10)        | Kawhi Leonard (5)  | AT&T Center 18 418                | 35 - 6 |
| 42    | 17 janvier | Dallas         | V 112-83  | LaMarcus Aldridge (23) | Aldridge, Green (7)       | Tony Parker (7)    | AT&T Center 18 418                | 36 - 6 |
| 43    | 21 janvier | @ Phoenix      | V 117-89  | Kawhi Leonard (21)     | Boban Marjanović (13)     | Boris Diaw (4)     | Talking Stick Resort Arena 16 779 | 37 - 6 |
| 44    | 22 janvier | @ L.A. Lakers  | V 108-95  | Manu Ginobili (20)     | David West (7)            | Diaw, Ginobili (4) | Staples Center 18 997             | 38 - 6 |
| 45    | 25 janvier | @ Golden State | D 90-120  | Kawhi Leonard (16)     | Boban Marjanović (6)      | 3 joueurs (3)      | Oracle Arena 19 596               | 38 - 7 |
| 46    | 27 janvier | Houston        | V 130-99  | LaMarcus Aldridge (25) | Aldridge, Marjanović (10) | Tony Parker (7)    | AT&T Center 18 418                | 39 - 7 |
| 47    | 30 janvier | @ Cleveland    | D 103-117 | Kawhi Leonard (24)     | Kawhi Leonard (6)         | Tony Parker (6)    | Quicken Loans Arena 20 562        | 39 - 8 |

| Match               | Date match  | Équipe           | Score     | Meilleur marqueur      | Meilleur rebondeur     | Meilleur passeur  | Lieux Spectateurs                 | Série  |
| ------------------- | ----------- | ---------------- | --------- | ---------------------- | ---------------------- | ----------------- | --------------------------------- | ------ |
| 48                  | 1er février | Orlando          | V 107-92  | LaMarcus Aldridge (28) | Diaw, Green (6)        | Tony Parker (6)   | AT&T Center 18 418                | 40 - 8 |
| 49                  | 3 février   | New Orleans      | V 110-97  | LaMarcus Aldridge (36) | Danny Green (7)        | Tony Parker (8)   | AT&T Center 18 418                | 41 - 8 |
| 50                  | 5 février   | @ Dallas         | V 116-90  | Kawhi Leonard (23)     | LaMarcus Aldridge (10) | Boris Diaw (4)    | American Airlines Center 20 404   | 42 - 8 |
| 51                  | 6 février   | L. A. Lakers     | V 106-102 | LaMarcus Aldridge (26) | Kawhi Leonard (13)     | David West (5)    | AT&T Center 18 418                | 43 - 8 |
| 52                  | 9 février   | @ Miami          | V 119-101 | LaMarcus Aldridge (28) | Kawhi Leonard (9)      | Tony Parker (5)   | American Airlines Arena 19 723    | 44 - 8 |
| 53                  | 10 février  | @ Orlando        | V 98-96   | Kawhi Leonard (29)     | 3 joueurs (7)          | Patrick Mills (7) | Amway Center 17 467               | 45 - 8 |
| All-Star Break 2016 |             |                  |           |                        |                        |                   |                                   |        |
| 54                  | 18 février  | @ L. A. Clippers | D 86-105  | Tony Parker (14)       | Tim Duncan (6)         | Parker, West (4)  | Staples Center 19 410             | 45 - 9 |
| 55                  | 19 février  | @ L.A. Lakers    | V 119-113 | Tony Parker (25)       | Tim Duncan (13)        | Tony Parker (9)   | Staples Center 18 997             | 46 - 9 |
| 56                  | 21 février  | @ Phoenix        | V 118-111 | Tony Parker (22)       | LaMarcus Aldridge (10) | Patrick Mills (5) | Talking Stick Resort Arena 16 224 | 47 - 9 |
| 57                  | 24 février  | @ Sacramento     | V 108-92  | Tony Parker (23)       | LaMarcus Aldridge (9)  | Boris Diaw (7)    | Sleep Train Arena 17 317          | 48 - 9 |
| 58                  | 25 février  | @ Utah           | V 96-78   | Kawhi Leonard (29)     | Tim Duncan (11)        | Tony Parker (6)   | Vivint Smart Home Arena 19 911    | 49 - 9 |
| 59                  | 27 février  | @ Houston        | V 104-94  | Kawhi Leonard (27)     | LaMarcus Aldridge (16) | Tim Duncan (6)    | Toyota Center 18 240              | 50 - 9 |

| Match | Date match | Équipe          | Score     | Meilleur marqueur      | Meilleur rebondeur     | Meilleur passeur  | Lieux Spectateurs              | Série   |
| ----- | ---------- | --------------- | --------- | ---------------------- | ---------------------- | ----------------- | ------------------------------ | ------- |
| 60    | 2 mars     | Détroit         | V 104-94  | Kawhi Leonard (27)     | LaMarcus Aldridge (10) | Patrick Mills (7) | AT&T Center 18 418             | 51 - 9  |
| 61    | 3 mars     | @ New Orleans   | V 94-86   | Kawhi Leonard (30)     | Kawhi Leonard (11)     | Patrick Mills (8) | Smoothie King Center 17 781    | 52 - 9  |
| 62    | 5 mars     | Sacramento      | V 104-94  | Kawhi Leonard (25)     | Kawhi Leonard (13)     | Tony Parker (7)   | AT&T Center 18 418             | 53 - 9  |
| 63    | 7 mars     | @ Indiana       | D 91-99   | Aldridge, Leonard (23) | Tim Duncan (14)        | Tony Parker (5)   | Bankers Life Fieldhouse 16 742 | 53 - 10 |
| 64    | 8 mars     | @ Minnesota     | V 116-91  | LaMarcus Aldridge (29) | Boban Marjanović (8)   | Andre Miller (5)  | Target Center 14 093           | 54 - 10 |
| 65    | 10 mars    | Chicago         | V 109-101 | Kawhi Leonard (29)     | LaMarcus Aldridge (10) | Tony Parker (12)  | AT&T Center 18 418             | 55 - 10 |
| 66    | 12 mars    | Oklahoma City   | V 93-85   | Kawhi Leonard (26)     | LaMarcus Aldridge (9)  | Tony Parker (4)   | AT&T Center 18 418             | 56 - 10 |
| 67    | 15 mars    | L. A. Clippers  | V 108-87  | Kawhi Leonard (20)     | Tim Duncan (7)         | Patrick Mills (6) | AT&T Center 18 418             | 57 - 10 |
| 68    | 17 mars    | Portland        | V 118-110 | Aldridge, Leonard (22) | Tim Duncan (7)         | Tony Parker (16)  | AT&T Center 18 418             | 58 - 10 |
| 69    | 19 mars    | Golden State    | V 87-79   | LaMarcus Aldridge (26) | Kawhi Leonard (14)     | Tony Parker (6)   | AT&T Center 18 825             | 59 - 10 |
| 70    | 21 mars    | @ Charlotte     | D 88-91   | Tony Parker (19)       | LaMarcus Aldridge (12) | Tony Parker (7)   | Time Warner Cable Arena 18 260 | 59 - 11 |
| 71    | 23 mars    | Miami           | V 112-88  | Kawhi Leonard (32)     | Tim Duncan (9)         | Tony Parker (5)   | AT&T Center 18 418             | 60 - 11 |
| 72    | 25 mars    | Memphis         | V 110-104 | LaMarcus Aldridge (32) | LaMarcus Aldridge (12) | Tim Duncan (7)    | AT&T Center 18 418             | 61 - 11 |
| 73    | 26 mars    | @ Oklahoma City | D 92-111  | David West (17)        | Andre Miller (8)       | David West (3)    | Chesapeake Energy Arena 18 203 | 61 - 12 |
| 74    | 28 mars    | @ Memphis       | V 101-87  | LaMarcus Aldridge (31) | LaMarcus Aldridge (13) | Kyle Anderson (7) | FedExForum 17 133              | 62 - 12 |
| 75    | 30 mars    | New Orleans     | V 100-92  | Manu Ginóbili (20)     | Tim Duncan (9)         | Tony Parker (6)   | AT&T Center 18 418             | 63 - 12 |

| Match | Date match | Équipe         | Score         | Meilleur marqueur      | Meilleur rebondeur     | Meilleur passeur  | Lieux Spectateurs               | Série   |
| ----- | ---------- | -------------- | ------------- | ---------------------- | ---------------------- | ----------------- | ------------------------------- | ------- |
| 76    | 2 avril    | Toronto        | V 102-95      | Kawhi Leonard (33)     | LaMarcus Aldridge (15) | Kawhi Leonard (7) | AT&T Center 18 412              | 64 - 12 |
| 77    | 5 avril    | @ Utah         | V 88-86       | Kawhi Leonard (18)     | Kawhi Leonard (8)      | Tony Parker (6)   | Vivint Smart Home Arena 19 381  | 65 - 12 |
| 78    | 7 avril    | @ Golden State | D 101-112     | Kawhi Leonard (23)     | Kyle Anderson (11)     | David West (7)    | Oracle Arena 19 596             | 65 - 13 |
| 79    | 8 avril    | @ Denver       | D 98-102      | Tim Duncan (21)        | Duncan, West (7)       | Kevin Martin (7)  | Pepsi Center 16 347             | 65 - 14 |
| 80    | 10 avril   | Golden State   | D 86-92       | LaMarcus Aldridge (24) | Kawhi Leonard (13)     | Kawhi Leonard (5) | AT&T Center 18 658              | 65 - 15 |
| 81    | 12 avril   | Oklahoma City  | V 102-98 (OT) | Kawhi Leonard (26)     | Tim Duncan (9)         | Kawhi Leonard (5) | AT&T Center 18 765              | 66 - 15 |
| 82    | 13 avril   | @ Dallas       | V 96-91       | Boban Marjanović (22)  | Boban Marjanović (12)  | Boris Diaw (7)    | American Airlines Center 20 346 | 67 - 15 |

## Playoffs
| Playoffs Total : 6-4 (Domicile : 3-2 ; Extérieur : 3-2) |

| Match | Date match | Équipe    | Score    | Meilleur marqueur  | Meilleur rebondeur     | Meilleur passeur   | Lieux Spectateurs  | Série |
| ----- | ---------- | --------- | -------- | ------------------ | ---------------------- | ------------------ | ------------------ | ----- |
| 1     | 17 avril   | Memphis   | V 106-74 | Kawhi Leonard (20) | Tim Duncan (11)        | Tony Parker (6)    | AT&T Center 18 418 | 1 - 0 |
| 2     | 19 avril   | Memphis   | V 94-68  | Patrick Mills (16) | Tim Duncan (9)         | Duncan, Parker (4) | AT&T Center 18 418 | 2 - 0 |
| 3     | 22 avril   | @ Memphis | V 96-87  | Kawhi Leonard (32) | LaMarcus Aldridge (10) | Tony Parker (7)    | FedExForum 18 119  | 3 - 0 |
| 4     | 24 avril   | @ Memphis | V 116-95 | Kawhi Leonard (21) | LaMarcus Aldridge (10) | Kawhi Leonard (4)  | FedExForum 18 119  | 4 - 0 |

| Match | Date match | Équipe          | Score    | Meilleur marqueur      | Meilleur rebondeur     | Meilleur passeur  | Lieux Spectateurs              | Série |
| ----- | ---------- | --------------- | -------- | ---------------------- | ---------------------- | ----------------- | ------------------------------ | ----- |
| 1     | 30 avril   | Oklahoma City   | V 124-92 | LaMarcus Aldridge (38) | Kyle Anderson (7)      | Tony Parker (12)  | AT&T Center 18 418             | 1 - 0 |
| 2     | 2 mai      | Oklahoma City   | D 97-98  | LaMarcus Aldridge (41) | Tim Duncan (9)         | Tony Parker (6)   | AT&T Center 18 418             | 1 - 1 |
| 3     | 6 mai      | @ Oklahoma City | D 100-96 | Kawhi Leonard (31)     | Kawhi Leonard (11)     | Tony Parker (5)   | Chesapeake Energy Arena 18 203 | 2 - 1 |
| 4     | 8 mai      | @ Oklahoma City | D 97-111 | Tony Parker (22)       | David West (7)         | Mills, Parker (3) | Chesapeake Energy Arena 18 203 | 2 - 2 |
| 5     | 10 mai     | Oklahoma City   | D 91-95  | Kawhi Leonard (26)     | LaMarcus Aldridge (9)  | Tony Parker (5)   | AT&T Center 18 418             | 2 - 3 |
| 6     | 12 mai     | @ Oklahoma City | D 99-113 | Kawhi Leonard (22)     | LaMarcus Aldridge (14) | Kawhi Leonard (5) | Chesapeake Energy Arena 18 203 | 2 - 4 |

## Confrontations
| Conférence Est      | Conférence Est                              | Conférence Est                              | Conférence Ouest                            | Conférence Ouest                            | Conférence Ouest                            | Conférence Ouest                            | Conférence Ouest                            |
| Division Atlantique | Division Atlantique                         | Division Atlantique                         | Division Nord-Ouest                         | Division Nord-Ouest                         | Division Nord-Ouest                         | Division Nord-Ouest                         | Division Nord-Ouest                         |
| Équipe              | Domicile                                    | Extérieur                                   | Équipe                                      | Domicile                                    | Domicile                                    | Extérieur                                   | Extérieur                                   |
| ------------------- | ------------------------------------------- | ------------------------------------------- | ------------------------------------------- | ------------------------------------------- | ------------------------------------------- | ------------------------------------------- | ------------------------------------------- |
| Boston              | 108-105                                     | 95-87                                       | Denver                                      | 109-98                                      | 101-86                                      | 91-80                                       | 98-102                                      |
| Brooklyn            | 102-75                                      | 106-79                                      | Minnesota                                   | 101-95                                      |                                             | 108-83                                      | 116-91                                      |
| New York            | 100-99                                      | 94-84                                       | Oklahoma City                               | 93-85                                       | 102-98 (OT)                                 | 106-112                                     | 92-111                                      |
| Philadelphie        | 92-83                                       | 119-68                                      | Portland                                    | 93-80                                       | 118-110                                     | 113-101                                     |                                             |
| Toronto             | 102-95                                      | 94-97                                       | Utah                                        | 118-81                                      | 123-98                                      | 96-78                                       | 88-86                                       |
|                     | 5–0                                         | 4–1                                         |                                             | 9–0                                         | 9–0                                         | 6–3                                         | 6–3                                         |
| Division            | 9–1                                         | 9–1                                         | Division                                    | 15–3                                        | 15–3                                        | 15–3                                        | 15–3                                        |
| Division Atlantique | Division Atlantique                         | Division Atlantique                         | Division Nord-Ouest                         | Division Nord-Ouest                         | Division Nord-Ouest                         | Division Nord-Ouest                         | Division Nord-Ouest                         |
| Équipe              | Domicile                                    | Extérieur                                   | Équipe                                      | Domicile                                    | Domicile                                    | Extérieur                                   | Extérieur                                   |
| Chicago             | 109-101                                     | 89-92                                       | Golden State                                | 87-79                                       | 86-92                                       | 90-120                                      | 101-112                                     |
| Cleveland           | 99-95                                       | 103-117                                     | L.A. Clippers                               | 115-107                                     | 108-87                                      | 86-105                                      |                                             |
| Detroit             | 104-94                                      | 109-99                                      | L.A. Lakers                                 | 109-87                                      | 106-102                                     | 108-95                                      | 119-113                                     |
| Indiana             | 106-92                                      | 91-99                                       | Phoenix                                     | 98-84                                       | 112-79                                      | 117-89                                      | 118-111                                     |
| Milwaukee           | 95-70                                       | 123-98                                      | Sacramento                                  | 104-94                                      |                                             | 106-88                                      | 108-92                                      |
|                     | 5–0                                         | 2–3                                         |                                             | 8-1                                         | 8-1                                         | 6–3                                         | 6–3                                         |
| Division            | 7–3                                         | 7–3                                         | Division                                    | 14–4                                        | 14–4                                        | 14–4                                        | 14–4                                        |
| Division Sud-Est    | Division Sud-Est                            | Division Sud-Est                            | Division Sud-Ouest                          | Division Sud-Ouest                          | Division Sud-Ouest                          | Division Sud-Ouest                          | Division Sud-Ouest                          |
| Équipe              | Domicile                                    | Extérieur                                   | Équipe                                      | Domicile                                    | Domicile                                    | Extérieur                                   | Extérieur                                   |
| Atlanta             | 108-88                                      | 103-78                                      | Dallas                                      | 88-83                                       | 112-83                                      | 116-90                                      | 96-91                                       |
| Charlotte           | 114-94                                      | 88-91                                       | Houston                                     | 121-103                                     | 130-99                                      | 84-88                                       | 104-94                                      |
| Miami               | 112-88                                      | 119-101                                     | Memphis                                     | 92-82                                       | 110-104                                     | 103-83                                      | 101-87                                      |
| Orlando             | 107-92                                      | 98-96                                       | New Orleans                                 | 110-97                                      | 100-92                                      | 90-104                                      | 94-86                                       |
| Washington          | 114-95                                      | 99-102                                      |                                             |                                             |                                             |                                             |                                             |
|                     | 5–0                                         | 3–2                                         |                                             | 8–0                                         | 8–0                                         | 6–2                                         | 6–2                                         |
| Division            | 8-2                                         | 8-2                                         | Division                                    | 14–2                                        | 14–2                                        | 14–2                                        | 14–2                                        |
| Conférence          | 25–6 (Domicile : 16–0 ; Extérieur : 9–6)    | 25–6 (Domicile : 16–0 ; Extérieur : 9–6)    | Conférence                                  | 42-9 (Domicile : 24–1 ; Extérieur : 18–8)   | 42-9 (Domicile : 24–1 ; Extérieur : 18–8)   | 42-9 (Domicile : 24–1 ; Extérieur : 18–8)   | 42-9 (Domicile : 24–1 ; Extérieur : 18–8)   |
| Total               | 67-15 (Domicile : 40–1 ; Extérieur : 27–14) | 67-15 (Domicile : 40–1 ; Extérieur : 27–14) | 67-15 (Domicile : 40–1 ; Extérieur : 27–14) | 67-15 (Domicile : 40–1 ; Extérieur : 27–14) | 67-15 (Domicile : 40–1 ; Extérieur : 27–14) | 67-15 (Domicile : 40–1 ; Extérieur : 27–14) | 67-15 (Domicile : 40–1 ; Extérieur : 27–14) |

## Effectif actuel
| Spurs de San Antonio Effectif actuel |    |  |                   |                  |
| Entraîneur : Gregg Popovich          |    |  |                   |                  |
| Ailier fort                          | 12 |  | LaMarcus Aldridge | Texas            |
| Meneur                               | 1  |  | Kyle Anderson     | UCLA             |
| Ailier fort, Pivot                   | 15 |  | Matt Bonner       | Floride          |
| Ailier fort, Pivot                   | 33 |  | Boris Diaw        | France           |
| Ailier fort, Pivot                   | 21 |  | Tim Duncan (C)    | Wake Forest      |
| Arrière                              | 20 |  | Manu Ginóbili (C) | Argentine        |
| Arrière, Ailier                      | 14 |  | Danny Green       | Caroline du Nord |
| Ailier                               | 2  |  | Kawhi Leonard     | San Diego State  |
| Pivot                                | 40 |  | Boban Marjanović  | Serbie           |
| Arrière                              | 23 |  | Kevin Martin      | Western Carolina |
| Meneur                               | 24 |  | Andre Miller      | Utah             |
| Meneur                               | 8  |  | Patrick Mills     | Saint Mary's     |
| Meneur                               | 9  |  | Tony Parker (C)   | France           |
| Arrière                              | 17 |  | Jonathon Simmons  | Houston          |
| Ailier fort                          | 30 |  | David West        | Xavier           |
| (C) Capitaine - Blessé               |    |  |                   |                  |

### Contrats et salaires 2015-2016
| Joueur            | Poste      | Âge        | Exp        | Contrat                | Salaire 2015-2016 | Fin du contrat |
| ----------------- | ---------- | ---------- | ---------- | ---------------------- | ----------------- | -------------- |
| Joueurs actuels   |            |            |            |                        |                   |                |
| LaMarcus Aldridge | PF         | 30         | 9          | 84 072 030 $ sur 4 ans | 19 689 000 $      | 2019           |
| Kyle Anderson     | SF         | 22         | 1          | 3 428 640 $ sur 3 ans  | 1 142 880 $       | 2018           |
| Matt Bonner       | C          | 35         | 11         | 1 499 187 $ sur 1 an   | 947,276 $         | 2016           |
| Boris Diaw        | C          | 33         | 12         | 28 000 000 $ sur 4 ans | 7 500 000 $       | 2018           |
| Tim Duncan        | PF         | 39         | 18         | 10 850 000 $ sur 2 ans | 5 250 000 $       | 2017 (P)       |
| Manu Ginóbili     | SG         | 38         | 13         | 5 839 050 $ sur 2 ans  | 2 814 000 $       | 2017 (P)       |
| Danny Green       | SG         | 28         | 6          | 40 000 000 $ sur 4 ans | 10 000 000 $      | 2019           |
| Kawhi Leonard     | SF         | 24         | 4          | 94 343 126 $ sur 5 ans | 16 407 500 $      | 2020           |
| Boban Marjanović  | C          | 27         | 0          | 1 200 000 $ sur 1 an   | 1 200 000 $       | 2016           |
| Kevin Martin      | SG         | 33         | 11         | 317,475 $ sur 1 an     | 200,600 $         | 2016           |
| Andre Miller      | PG         | 39         | 16         | 396,844 $ sur 1 an     | 250,750 $         | 2016           |
| Patrick Mills     | PG         | 27         | 6          | 13 000 000 $ sur 3 ans | 3 578 947 $       | 2017           |
| Tony Parker       | PG         | 33         | 14         | 43 335 939 $ sur 3 ans | 13 437 500 $      | 2018           |
| Jonathon Simmons  | SG         | 26         | 0          | 525,093 $ sur 1 an     | 525,093 $         | 2016           |
| David West        | PF         | 35         | 12         | 3 050 846 $ sur 2 ans  | 1 499 187 $       | 2017 (P)       |
| Joueurs coupés    |            |            |            |                        |                   |                |
| Rasual Butler     | SF         | 36         | 12         | -                      | 947,276 $         | -              |
| Jimmer Fredette   | PG         | 26         | 4          | -                      | 507,711 $         | -              |
| Ray McCallum, Jr. | PG         | 24         | 2          | -                      | 947,276 $         | -              |
|                   |            |            |            |                        |                   |                |
| Total             | Total      | Total      | Total      | Total                  | 86 844 996 $      | Différence     |
| Salary Cap        | Salary Cap | Salary Cap | Salary Cap | Salary Cap             | 70 000 000 $      | - 16 844 996 $ |
| Luxury Tax        | Luxury Tax | Luxury Tax | Luxury Tax | Luxury Tax             | 84 700 000 $      | - 2 567 179 $  |

- 2016 = Joueur agent libre en fin de saison.
- 2016 = Agent libre restreint en fin de saison.
- 2017 (P) = Option joueur en fin d'année.

## Transferts

### Échanges
| Juillet        | Juillet                                                                              | Juillet                                              | Juillet                |
| -------------- | ------------------------------------------------------------------------------------ | ---------------------------------------------------- | ---------------------- |
| 9 juillet 2015 | Échange à deux équipes                                                               | Échange à deux équipes                               | Échange à deux équipes |
| 9 juillet 2015 | Vers Spurs de San Antonio - Droits sur Yórgos Príntezis - Futur second tour de draft | Vers Hawks d'Atlanta - Tiago Splitter                | [ 2 ]                  |
| 9 juillet 2015 | Échange à deux équipes                                                               |                                                      |                        |
| 9 juillet 2015 | Vers Spurs de San Antonio - Ray McCallum, Jr.                                        | Vers Kings de Sacramento - Second tour de draft 2016 | [ 3 ]                  |

## Joueurs qui re-signent
| Date        | Joueur        | Contrat                                                                    | Référence |
| ----------- | ------------- | -------------------------------------------------------------------------- | --------- |
| 1er juillet | Kawhi Leonard | Contrat de 94 300 000 $ sur 5 ans (Option joueur pour la saison 2019-2020) | [ 4 ]     |
| 9 juillet   | Tim Duncan    | Contrat de 10 850 000 $ sur 2 ans (Option joueur pour la saison 2016-2017) | [ 5 ]     |
| 14 juillet  | Danny Green   | Contrat de 40 000 000 $ sur 4 ans (Option joueur pour la saison 2018-2019) | [ 6 ]     |
| 15 juillet  | Matt Bonner   | Contrat de 1 500 000 $ sur 1 an                                            | [ 7 ]     |
| 20 juillet  | Manu Ginóbili | Contrat de 5 800 000 $ sur 2 ans (Option joueur pour la saison 2016-2017)  | [ 8 ]     |

### Arrivés

#### Via draft
Aucune arrivée

#### Via agent libre
| Date       | Joueur            | Contrat                                                                    | Provenance                      | Référence |
| ---------- | ----------------- | -------------------------------------------------------------------------- | ------------------------------- | --------- |
| 9 juillet  | LaMarcus Aldridge | Contrat de 84 100 000 $ sur 4 ans (Option joueur pour la saison 2018-2019) | Trail Blazers de Portland       | [ 9 ]     |
| 13 juillet | Boban Marjanović  | Contrat de 1 200 000 $ sur 1 an (Agent libre restreint en 2016)            | Étoile rouge de Belgrade        | [ 10 ]    |
| 18 juillet | David West        | Contrat de 3 050 000 $ sur 2 ans (Option joueur pour la saison 2016-2017)  | Pacers de l'Indiana             | [ 11 ]    |
| 22 juillet | Jimmer Fredette   | Contrat de 1 010 000 $ sur 1 an                                            | Pelicans de La Nouvelle-Orléans | [ 12 ]    |
| 22 juillet | Jonathon Simmons  | Contrat de 525,000 $ sur 1 an (Option d’équipe pour la saison 2016-2017)   | Spurs d'Austin                  | [ 13 ]    |
| 29 février | Andre Miller      | Contrat de 396,844 $ sur 1 an                                              | Timberwolves du Minnesota       | [ 14 ]    |
| 9 mars     | Kevin Martin      | Contrat de 317,475 $ sur 1 an                                              | Timberwolves du Minnesota       | [ 15 ]    |

#### Via Trade
| Date      | Joueur            | Provenance          |
| --------- | ----------------- | ------------------- |
| 9 juillet | Ray McCallum, Jr. | Kings de Sacramento |

### Départs

#### Via agent libre
| Date       | Joueur          | Contrat                           | Vers ¹              | Référence |
| ---------- | --------------- | --------------------------------- | ------------------- | --------- |
| 5 juillet  | Cory Joseph     | Contrat de 29 890 000 $ sur 4 ans | Raptors de Toronto  | [ 16 ]    |
| 12 juillet | Aron Baynes     | Contrat de 19 500 000 $ sur 3 ans | Pistons de Détroit  | [ 17 ]    |
| 13 juillet | Marco Belinelli | Contrat de 19 000 000 $ sur 3 ans | Kings de Sacramento | [ 18 ]    |

¹ Il s'agit de l’équipe pour laquelle le joueur a signé après son départ, il a pu entre-temps changer d'équipe ou encore de pays.

#### Via Trade
| Date        | Joueur         | Vers            |
| ----------- | -------------- | --------------- |
| 1er juillet | Tiago Splitter | Hawks d'Atlanta |

#### Via Waived
| Date       | Joueur            | Commentaire                                              |
| ---------- | ----------------- | -------------------------------------------------------- |
| 21 octobre | Keifer Sykes      | Non retenu dans l'équipe après les camps d’entraînements |
| 21 octobre | Jimmer Fredette   | Non retenu dans l'équipe après les camps d’entraînements |
| 21 octobre | Deshaun Thomas    | Non retenu dans l'équipe après les camps d’entraînements |
| 21 octobre | Youssou Ndoye     | Non retenu dans l'équipe après les camps d’entraînements |
| 24 octobre | Julian Washburn   | Non retenu dans l'équipe après les camps d’entraînements |
| 24 octobre | Reggie Williams   | Non retenu dans l'équipe après les camps d’entraînements |
| 29 février | Ray McCallum, Jr. | Libéré                                                   |
| 9 mars     | Rasual Butler     | Libéré                                                   |

## Récompenses
| Date        | Joueur            | récompense                                              | Référence |
| ----------- | ----------------- | ------------------------------------------------------- | --------- |
| 21 décembre | Kawhi Leonard     | Joueur de la semaine dans la conférence Ouest           | [ 19 ]    |
| 4 janvier   | Gregg Popovich    | Entraîneur du mois de décembre dans la conférence Ouest | [ 20 ]    |
| 8 février   | LaMarcus Aldridge | Joueur de la semaine dans la conférence Ouest           | [ 21 ]    |
| 7 mars      | Kawhi Leonard     | Joueur de la semaine dans la conférence Ouest           | [ 22 ]    |